# Barbara Haviland Minor
Pour les articles homonymes, voir Minor.
Barbara Haviland Minor est une ingénieure chimiste américaine qui travaille chez DuPont (entre 1981 et 2015) et Chemours (depuis 2015). Elle développe de nouveaux réfrigérants destinés à être utilisés dans les systèmes de climatisation et de réfrigération, en Europe, en Amérique du Nord, en Australie et dans d'autres pays. En 2018, 50 % de tous les nouveaux véhicules produits par les fabricants d'équipements d'origine utiliseraient son réfrigérant, le HFO-1234yf, une contribution importante à la lutte contre le réchauffement climatique.
Barbara Minor est l'une des cinq femmes à être nommée Dupont Fellow en 2014, la première année où l'entreprise a nommé des femmes à son plus haut niveau technique. Elle reçoit la médaille Perkin en 2018.

## Biographie
Barbara Minor a grandi dans le New Jersey et a étudié dans un lycée d'Allendale. Sa mère travaillait pour Merck, avant de quitter son emploi pour élever ses enfants. Minor est d'abord attirée par la biologie, mais les carrières médicales ne l'intéressaient pas. Elle se tourne vers la chimie, et sort diplômée de l'université Bucknell en 1981 d'une licence en génie chimique,. Elle est rapidement recrutée chez Dupont.

## Carrière
Barbara Minor travaille chez DuPont de 1981 à 2015, date à laquelle elle rejoint la société Chemours, issue d'une partition de Dupont à Wilmington, dans le Delaware. Barbara Minor développe de nouveaux fluides frigorigènes pour les systèmes de climatisation et de réfrigération. Son travail soutient l'élimination progressive des chlorofluorocarbures et des hydrochlorofluorocarbures qui appauvrissent la couche d'ozone, ainsi que des hydrofluorocarbures qui contribuent au réchauffement de la planète.
En 2006, l'Union Européenne annonce l'interdiction du R-134a (1,1,1,2-Tétrafluoroéthane) utilisé dans les climatisations pour automobiles, à l'horizon 2011. Le R-134a a un potentiel de réchauffement global (PRG) de 1300 fois celui du dioxyde de carbone. Dès 2004, Barbara Minor et ses équipes avaient identifié que les hydrofluoroléfines (HFO) pouvaient répondre aux problématiques liées à la fois à la destruction de la couche d'ozone et du potentiel de réchauffement climatique. Minor est la responsable technique du groupe de recherche de DuPont qui a mis au point le HFO-1234yf (ou 2,3,3,3-tétrafluoropropène),, une hydrofluoroléfine qui peut réduire de plus de 99 % les émissions provenant de la climatisation automobile. Le HFO-1234yf a un potentiel de réchauffement global (PRG) beaucoup plus faible que le R-134a : son PRG sur 100 ans est calculé à l'origine à 4, puis recalculé à <1,, contre 1430 pour le R-134a. Le HFO-1234yf a également une durée de vie atmosphérique plus faible (11 jours contre 14 ans), et une efficacité énergétique supérieure dans de nombreuses conditions.
L'équipe de Dupont travaille conjointement avec des chercheurs de Honeywell à partir de 2007 pour faire homologuer leur remplaçant du R-134a,. Le principal frein identifié à l'époque est la légère inflammabilité du HFO-1234yf, contrairement au R-134a qui est ininflammable. Enfin, le dioxyde de carbone lui-même était à l'époque étudié en tant que fluide réfrigérant, mais les industriels lui ont préféré le HFO. Le HFO-1234yf est enfin commercialisé sous le nom d'Opteon par Dupont (plus tard Chemours), et sous le nom de Solstice par Honeywell. En 2018, 50 % des nouveaux véhicules produits par les fabricants d'équipements d'origine (FEO) utiliseraient le HFO-1234yf pour la climatisation.
Barbara Minor participe au développement de plusieurs lignes de réfrigérants. Outre les réfrigérants alternatifs utilisés dans les automobiles, des réfrigérants plus écologiques ont été développés pour les systèmes de réfrigération des supermarchés, les congélateurs commerciaux, les réfrigérateurs et congélateurs professionnels, les refroidisseurs de boissons (HFO-1234yf),, les refroidisseurs de grands bâtiments, les unités de transport avec réfrigération autonome,,, la climatisation à détente directe, la climatisation à eau glacée et les pompes à chaleur. Minor est également co-inventrice d'un remplaçant possible du R22 (chlorodifluorométhane) utilisé pour la climatisation, du R508B, du R13 (chlorotrifluorométhane) et du R503 tous les trois utilisés pour des applications basse température,. Un certain nombre de ces réfrigérants impliquent des mélanges HFO/HFC,.
Barbara Minor a déposé plus de 160 brevets aux États-Unis, pour ses travaux sur les réfrigérants, les agents de nettoyage et les propulseurs d'aérosols,,.
Elle est membre de l'American Society of Heating, Refrigeration and Air-Conditioning Engineers (ASHRAE) et de l'Air-Conditioning, Heating, and Refrigeration Institute (AHRI). Elle a présidé le groupe de recherche de l'AHRI et ses comités de technologie et de direction.

## Prix
- 2003 : scientifique de DuPont présentée dans le magazine Woman Engineer[30].
- 2010 : Prix DuPont de la croissance durable pour le HFO-1234yf[12].
- 2014 : Dupont Fellow[5]
- 2016 : Distinguished Service Award de l'ASHRAE[30].
- 2017 : Distinguished Engineering Alumni Award, du collège d'ingénierie de l'université Bucknell et de l'association des anciens élèves ingénieurs de Bucknell[30].
- 2018 : Médaille Perkin de la Society of Chemical Industry[1]